# Трохино
Трохино — деревня в Киржачском районе Владимирской области России, входит в состав Кипревского сельского поселения. 

## География
Деревня расположена в 25 км на юг от центра поселения деревни Кипрево и в 12 км на юго-восток от райцентра города Киржач.

## История
В XIX — начале XX века деревня входила в состав Финеевской волости Покровского уезда, с 1926 года — в составе Киржачской волости Александровского уезда. В 1859 году в деревне числился 41 двор, в 1905 году — 63 двора, в 1926 году — 83 двора.
С 1929 года деревня являлась центром Трохинского сельсовета Киржачского района, с 1940 года — в составе Акуловского сельсовета, с 1954 года — в составе Новоселовского сельсовета, с 1959 года — в составе Лукьянцевского сельсовета, с 1969 года — в составе Новоселовского сельсовета, с 2005 года — в составе Кипревского сельского поселения.

## Население
| 1859 | 1905 | 1926 | 2002 | 2010 | 2021 |
| ---- | ---- | ---- | ---- | ---- | ---- |
| 263  | ↗398 | ↘372 | ↘2   | ↘1   | ↗5   |